# Sicarius ornatus
Espèce
Sicarius ornatus est une espèce d'araignées aranéomorphes de la famille des Sicariidae.

## Distribution
Cette espèce est endémique du Brésil. Elle se rencontre dans les États de Bahia et de Sergipe.

## Description
Le mâle holotype mesure 11,25 mm et la femelle paratype 13,50 mm.

## Publication originale
- Magalhães, Brescovit & Santos, 2013 : The six-eyed sand spiders of the genus Sicarius (Araneae: Haplogynae: Sicariidae) from the Brazilian caatinga. Zootaxa, no 3599, p. 101-135.